# جاي موهر
جاي موهر (بالإنجليزية: Jay Mohr) مواليد 23 أغسطس 1970 في فيرونا، نيو جيرسي، الولايات المتحدة، هو ممثل أمريكي بدأ مسيرته الفنية عام 1990.

## الأعمال
- جيري ماغواير
- صورة مثالية
- مافيا!
- اللعب عن ظهر قلب
- إسداء الخدمات
- سيم ون
- بيرت وندرستون المذهل
- ساترداي نايت لايف
- فاميلي غاي

## وصلات خارجية
- الموقع الإلكتروني
- جاي موهر على موقع IMDb (الإنجليزية)
- جاي موهر على موقع روتن توميتوز (الإنجليزية)
- جاي موهر على موقع ألو سيني (الفرنسية)
- جاي موهر على موقع ميوزك برينز (الإنجليزية)
- جاي موهر على موقع أول موفي (الإنجليزية)
- جاي موهر على موقع قاعدة بيانات الأفلام السويدية (السويدية)
- جاي موهر على موقع إن إن دي بي (الإنجليزية)
- جاي موهر على موقع قاعدة بيانات الفيلم (الإنجليزية)
- جاي موهر على موقع كينوبويسك (الروسية)